# إيسه

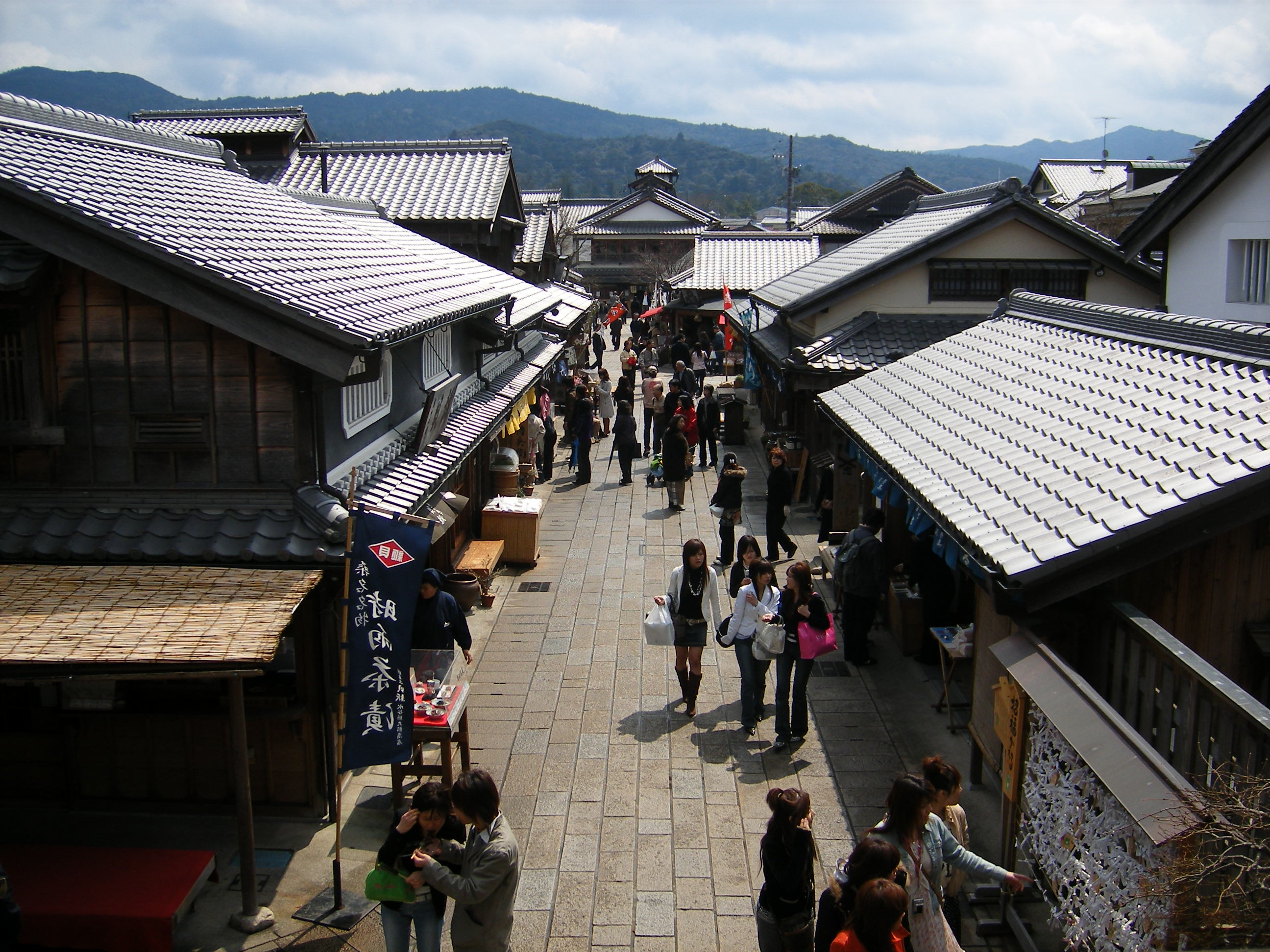
أوكاغه يوكوتشو.

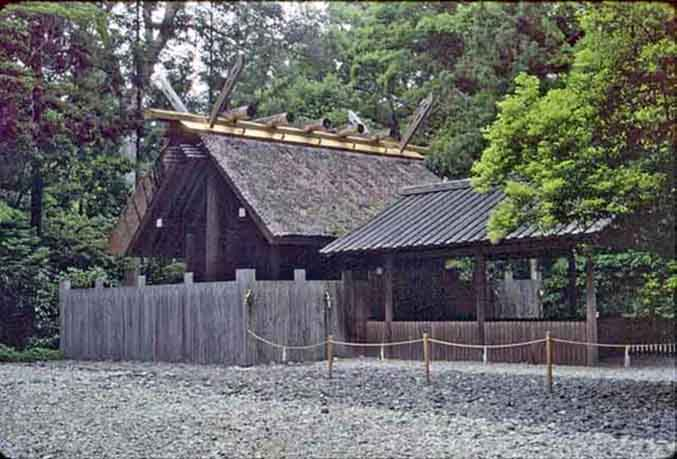
مزار إيسه: أشهر المزارات الشنتوية في اليابان.

إيسه (باليابانية: 伊勢市 إيسه-شي) هي مدينة في اليابان، في جنوب وسط جزيرة هونشو، تتبع إدرايا محافظة ميه. تشرف على سواحل خليج إيسه. يبلغ عدد سكانها حوالي 131421 نسمة (2010). إيسه هي مقر إيسه جينغو، والذي يعتبر أقدس ضريح للشنتو في اليابان.

## تاريخ
كانت المنطقة التي تحتلها المدينة تتألف من قريتين: يامادا وأوجي، ثم انصهرتا ليشكلا تجمعا واحدا، وظلت المدينة وحتى سنة 1955 م تسمى أوجي-يامادا.

## معالم
تملك المدينة متحفا خاصا ومكتبتها العمومية مشهورة. يتواجد فيها إيسه جينغو أشهر المزارات الشنتوية اليابانية على الإطلاق، حيث يحج إلى إيسه الآلاف سنويا.

## الاقتصاد
تقع المدينة في منطقة زراعية، من أهم محاصيلها الشاي والحمضيات (البرتقال)، من بين المنتجات المصنعة: المقتنيات المصقولة (بالورنيش، كالدمى اليابانية وغيرها) ، الملبوسات القطنية (كالـكيمونو وغيرها)، المظلات (التقليدية)، المنتجات الورقية والأجهزة الكهربائية. تتواجد بعض الورش للصناعة السفن في منطقة الميناء.

## توأمة
لإيسه اتفاقيات توأمة مع:
- إييدا

## أعلام
- ناوكي حتا
- ميزوكي نوغوشي
- مينورو ناكامورا
- تاكويا وباتا
- كون إيشيكاوا